# Karlouks
Pour les articles homonymes, voir Karluk.

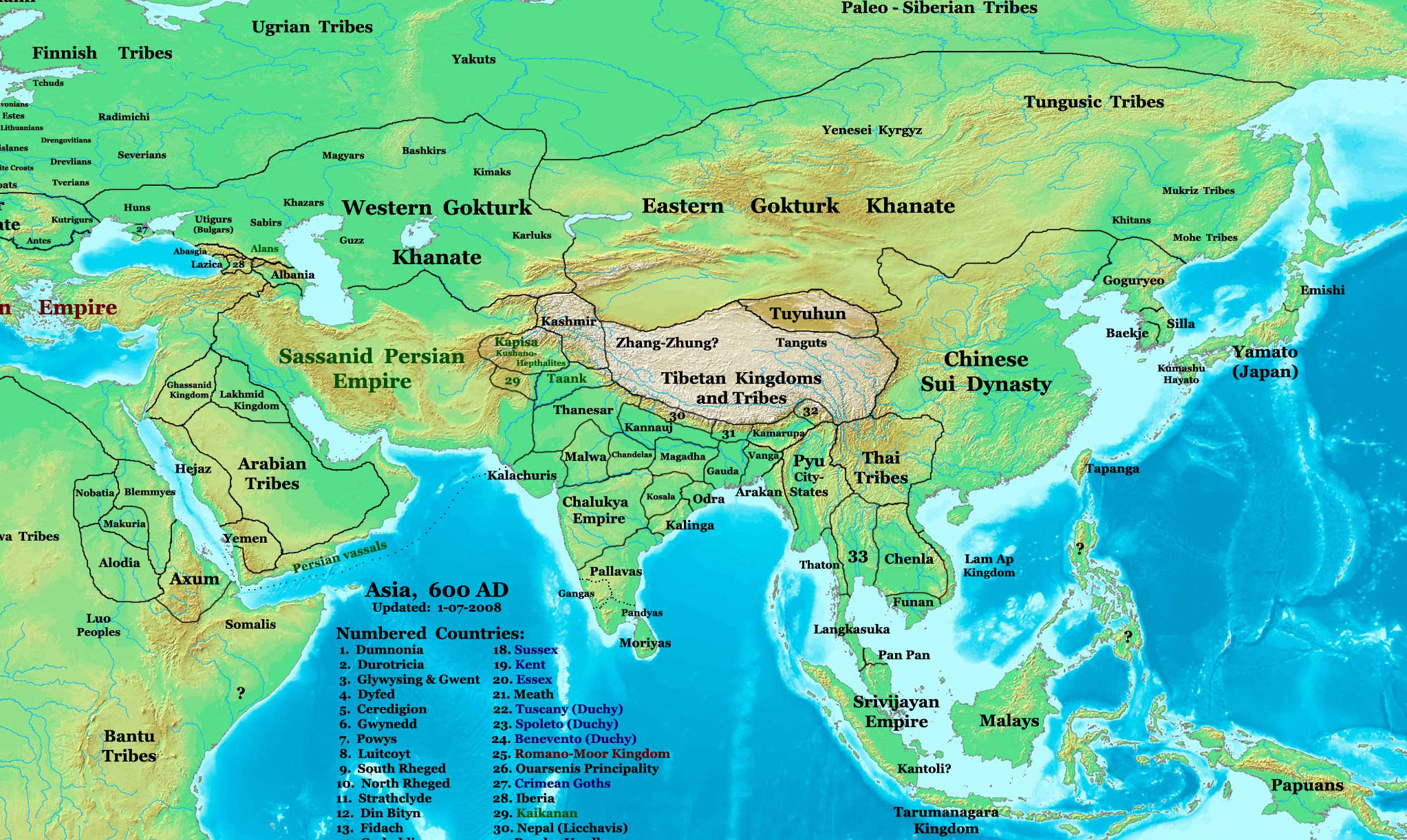
carte montrant le positionnement géographique des Karluk

Les Karlouks, Karluk ou Qarluq (« neigeux » en turc, de qar : « neige ») étaient à l’origine une tribu turque nomade basée dans les steppes de Transoxiane (approximativement à l’est et au sud de la mer d'Aral) en Asie centrale.
Ils étaient proches parents et, pendant quelque temps, alliés des Ouïghours.
Ils ont été à une époque alliés aux Oghouzes, qui vivaient sur leurs frontières occidentales.

## Histoire
Dans les années 600, les tribus karloukes forment un khanat dirigé par un Yabgu (vice-roi), mais sont renversées par l’empire naissant des Göktürks à la fin du VIIe siècle. 
Renommés pour leur tapis tissés à l’époque préislamique, ils sont considérés comme un État vassal par la dynastie Tang après la conquête finale des régions de la Transoxiane par les Chinois vers 744. 
Ils restent dans la sphère d’influence chinoise et participent activement au combat contre l’expansion musulmane dans la région, jusqu’à ce qu’ils trahissent les Tang à la bataille de Talas en 751. Après que les Chinois se sont totalement retirés d’Asie centrale, les Karlouks se convertissent collectivement à l’Islam.
Dans les années 900, les Qarakhanides, qui affirment être un clan aîné des Karlouks, conquièrent la région contrôlée par l’ancien khanat et créent un empire englobant le nord de l’Iran actuel et des parties du Turkestan. 
La région reste sous le contrôle des Qarakhanides (et, à diverses périodes, des Seldjoukides et des Kara-Khitans) jusqu’en 1206 où elle redevient un État vassal des Mongols. 
Ils restent un vassal indépendant jusqu’à l’invasion mongole de 1221.